# Isabel Mattuzzi
Isabel Mattuzzi (Rovereto, 23 aprile 1995) è una siepista e mezzofondista italiana, medaglia di bronzo nei 3000 m siepi ai Campionati del Mediterraneo under 23 2016.
In carriera è stata finalista nei 3000 m siepi sia agli Europei di Berlino 2018 che agli Europei under 23 di Bydgoszcz 2017; sulla stessa distanza vanta 2 titoli nazionali assoluti e la seconda miglior prestazione nazionale di sempre.

## Biografia
Sin da quando ha cominciato a praticare atletica leggera (nel 2008 all'età di 13 anni nella categoria Ragazze) ha sempre gareggiato per la Quercia Rovereto.
Atleta di livello medio nelle categorie giovanili sino alle under 20: due medaglie vinte ai campionati nazionali di categoria, col bronzo allieve negli 800 m a Firenze 2012 e l'argento juniores nei 3000 m siepi a Rieti 2013; vince il suo primo titolo italiano giovanile nel 2016 sui 3000 m siepi ai nazionali promesse di Bressanone e nello stesso anno anche il bronzo under 23 a Foligno nei 10 km di corsa su strada.
Il 4 giugno del 2016 in Tunisia vince la medaglia di bronzo ai Mediterranei under 23 di Tunisi.
Nel 2017 conquista due titoli italiani promesse: a Roma quello nei 10000 metri su pista ed a Dalmine l'altro sui 10 km di corsa su strada.
Al suo esordio con la Nazionale assoluta in occasione della Coppa Europa dei 10000 metri il 10 giugno del 2017 a Minsk in Bielorussia è stata l'unica italiana giunta a traguardo (11ª), dopo i ritiri durante la gara sia di Rosaria Console che di Fatna Maraoui.
Il 25 giugno in Francia ha gareggiato agli Europei a squadre di Lille concludendo decima nei 5000 m.
Il 15 luglio giunge quinta agli Europei under 23 di Bydgoszcz in Polonia.
Il 10 dicembre affronta gli Europei under 23 di corsa campestre a Šamorín in Slovacchia, non terminando la prova individuale e finendo nona nella classifica a squadre.
Il 9 luglio del 2018 correndo in 9'50"60 a Lucerna in Svizzera realizza il nuovo primato personale che la posiziona al sesto posto nelle liste italiane all time.
Il 10 agosto concludendo in 9'34"02 la batteria, qualificazione alla finale (chiusa al 15º posto due giorni dopo), negli Europei di Berlino (Germania) sigla il secondo crono italiano di sempre nei 3000 metri siepi dietro soltanto al primato di Elena Romagnolo (9'27"48).
Erano 10 anni che una siepista italiana non correva la specialità sotto i 9'38" (l'ultima volta era stato il 17 agosto del 2008 ed a riuscirci era stata proprio la primatista Elena Romagnolo).
Il 9 settembre a Pescara vince il suo primo titolo italiano assoluta nei 3000 m siepi, succedendo alla bicampionessa uscente Francesca Bertoni (vittoriosa a Rieti 2016 e Trieste 2017) terza al traguardo.
Il 25 dello stesso mese si è laureata in Storia antica presso la facoltà di lettere dell'Università degli Studi di Trento.
Il 21 ottobre a Foligno esordisce nella mezza maratona (1h13'39") vincendo la medaglia di bronzo al campionato italiano di specialità, finendo terza dietro la campionessa Valeria Straneo (1h12'04") e l'argento di Sara Dossena (1h12'53"), precedendo la campionessa uscente Sara Brogiato (quarta in 1h16'18").
Viene allenata da Dimitri Giordani.
Oltre che essere la viceprimatista italiana assoluta nei 3000 metri siepi (9'34"02), è anche la seconda under 23 all time (9'57"68).
Dopo essere rimasta fuori dalla top ten stagionale italiana nel triennio 2013-2015, nel successivo 2016-2018 ha sempre chiuso nella top five nazionale, migliorando sempre ogni anno: quinta (2016), seconda (2017) e prima (2018).

## Progressione

### 3000 metri siepi
| Stagione | Tempo    | Luogo     | Data      | Rank. Mond. |
| -------- | -------- | --------- | --------- | ----------- |
| 2018     | 9'34"02  | Berlino   | 10-8-2018 |             |
| 2017     | 9'57"68  | Bydgoszcz | 15-7-2017 |             |
| 2016     | 10'08"71 | Orvieto   | 24-9-2016 |             |
| 2015     | 11'07"56 | Matera    | 26-9-2015 |             |
| 2014     | 11'03"95 | Orvieto   | 27-9-2014 |             |
| 2013     | 10'58"74 | Vicenza   | 28-9-2013 |             |

## Palmarès
| Anno | Manifestazione   | Sede      | Evento       | Risultato | Prestazione | Note   |
| ---- | ---------------- | --------- | ------------ | --------- | ----------- | ------ |
| 2016 | Mediterranei U23 | Tunisi    | 3000 m siepi | Bronzo    | 10'25"65    | [ 7 ]  |
| 2017 | Europei U23      | Bydgoszcz | 3000 m siepi | 5ª        | 9'57"68     | [ 8 ]  |
| 2017 | Europei di cross | Šamorín   | Corsa U23    | dnf       | dnf         | [ 8 ]  |
| 2017 | Europei di cross | Šamorín   | A squadre    | 9ª        | 85 p.       | [ 9 ]  |
| 2018 | Europei          | Berlino   | 3000 m siepi | 15ª       | 9’43”90     | [ 10 ] |

## Campionati nazionali
- 2 volte campionessa nazionale assoluta dei 3000 m siepi (2018, 2019)
- 1 volta campionessa nazionale promesse dei 10000 m piani (2017)
- 1 volta campionessa nazionale promesse dei 3000 m siepi (2016)
- 1 volta campionessa nazionale promesse dei 10 km (2017)

2009
- 95ª ai campionati italiani di corsa campestre (Porto Potenza Picena), 2 km - 8'17" (cadette)[11]

2010
- 79ª ai campionati italiani di corsa campestre (Formello), 2 km - 8'28" (cadette)[12]

2011
- 43ª ai campionati italiani di corsa campestre (Varese), 4 km - 16'37" (allieve)[13]
- 15ª ai campionati italiani allievi (Rieti), 800 m - 2'25"87[14]

2012
- 35ª ai campionati italiani di corsa campestre (Borgo Valsugana), 4 km - 16'38" (allieve)[15]
- 5ª ai campionati italiani allievi (Firenze), 1500 m piani - 4'46"39[16]
- Bronzo ai campionati italiani allievi (Firenze), 800 m piani - 2'17"18[17]

2013
- 8ª ai campionati italiani juniores indoor (Ancona), 1500 m piani - 4'50"23[18]
- Argento ai campionati italiani juniores (Rieti), 3000 m siepi - 11'27"62[19]

2014
- 8ª ai campionati italiani di corsa campestre (Nove-Marostica), 6 km - 23'14" (juniores)[20]

2016
- 42ª ai campionati italiani di corsa campestre (Gubbio), 8 km - 27'56" (assolute)[21]
- 10ª ai campionati italiani di corsa campestre (Gubbio), 8 km - 27'56" (promesse)[22]
- Oro ai campionati italiani promesse (Bressanone), 3000 m siepi - 10'54"07[23]
- 14ª al campionato italiano 10 km di corsa su strada (Foligno), 10 km - 35'35" (assolute)[24]
- Bronzo al campionato italiano 10 km di corsa su strada (Foligno), 10 km - 35'35" (promesse)[25]

2017
- 4ª al campionato italiano dei 10000 metri su pista (Roma), 10000 m piani - 34'48"29 (assolute)[26]
- Oro al campionato italiano dei 10000 metri su pista (Roma), 10000 m piani - 34'48"29 (promesse)[27]
- 8ª ai campionati italiani assoluti (Trieste), 3000 m siepi - 10'24"42[28]
- 6ª al campionato italiano 10 km di corsa su strada (Dalmine), 10 km di corsa su strada - 34'33" (assolute)[29]
- Oro al campionato italiano 10 km di corsa su strada (Dalmine), 10 km di corsa su strada - 34'33" (promesse)[29]

2018
- 80ª ai campionati italiani di corsa campestre (Gubbio), 8 km - 33'14"[30]
- Oro ai campionati italiani assoluti (Pescara), 3000 m siepi - 9'51"89[31]
- Bronzo al campionato italiano di mezza maratona (Foligno), mezza maratona - 1h13'39"[32]

2019
- Oro ai campionati italiani assoluti (Bressanone), 3000 m siepi - 10'10"66
- Oro ai campionati italiani dei 10000 m piani - 32'36"50

2020
- Argento ai campionati italiani assoluti, 10000 m piani - 33'04"22
- Bronzo ai campionati italiani assoluti, 3000 m siepi - 10'09"09

2021
- 8ª ai campionati italiani assoluti indoor, 3000 m piani - 10'04"37

## Altre competizioni internazionali
2016
- 14ª nella BOclassic ( Bolzano), 5 km - 18'38"[33]

2017
- 11ª nella Coppa Europa dei 10000 metri ( Minsk), 10000 m piani - 33'43"00[34]
- 10ª nella Super League degli Europei a squadre ( Lille), 5000 m piani - 16'33"19[34]
- Oro nell'Incontro internazionale di corsa su strada under 20/23 Italia-Francia-Portogallo ( Rennes), 10 km - 33'29" (under 23)[8]
- Oro al Giro Podistico Città di Ala, 3 km - 9'17"
- Argento nel Cross della Valsugana ( Levico Terme), 7 km - 23'00"[35]

2018
- 6ª alla Mezza maratona di Foligno ( Foligno) - 1h13'39"

2019
- Oro alla StraVicenza del Palladio ( Vicenza) - 33'23"
- Argento alla Oderzo Citta' Archeologica ( Oderzo), 5 km - 16'10"